# اوروگالاکاداویدیا
اوروگالاکاداویدیا (به لاتین: Urugalakadawidiya) یک منطقهٔ مسکونی در سری‌لانکا است که در استان مرکزی (سری‌لانکا) واقع شده‌است.